# Anton Avdeyev
Pour les articles homonymes, voir Avdeïev.
Anton Avdeïev, plus souvent transcrit Avdeyev ou Avdeev né le 8 août 1986, est un escrimeur russe pratiquant l'épée.
Il explose au plus haut niveau mondial en 2009. Après avoir réalisé une bonne saison en Coupe du monde au terme de laquelle il termine parmi les huit premiers, il remporte les Championnats du monde d'escrime à Antalya en Turquie

## Palmarès
- Championnats du monde d'escrime
  -  Médaille d'or aux Championnats du monde d'escrime 2009 d'Antalya